# Edmunds Valeiko
Edmunds Valeiko (Riga, 22 giugno 1972) è un ex cestista e allenatore di pallacanestro lettone, fino al 1991 sovietico.

## Carriera
Con la Lettonia ha disputato tre edizioni dei Campionati europei (1993, 1997, 2001).